# 南ソウル軽電鉄SL000系電車
南ソウル軽電鉄SL000系電車（みなみそうるけいでんてつSL000けいでんしゃ、South Soul Light Electric Railway Series SL000 Train）は、2022年5月28日にソウル軽電鉄新林線の開業とともに営業運転を開始した軽電鉄車両。

## 概要
釜山交通公社4号線で採用された、K-AGTを採用。前面は独特の丸い形状をしており、鉄道ファンからは「洗濯機」と比喩されることがある。他の軽電鉄車両と同様、無人運転であり前面の展望が可能である。3両12編成が在籍。

### 車体
車体はダブルスキン構造のアルミニウム合金車体。

### 機器類
走行機器は、日本の日立製作所の素子をベースに宇進産電が開発したIGBT素子VVVFインバーターを採用した。なお、加速度は3.5km/h/sと高い。
警笛は、ソウル特別市地下鉄公社2000系電車4次車などと同タイプの警笛・ホーンを装備。

### 車内
座席は扉間に8人掛けのモケットシートを採用している。車端部は車いすスペースで座席はない。乗降扉上部には液晶ディスプレイを搭載。また、貫通路上部・先頭後尾上部にLED案内表示器を搭載している。